# Туп!
„Туп!“ (на английски: Thud! – тъп/глух звук (от сблъскване), тупване) е 34-тият роман на Тери Пратчет от поредицата за историите от света на Диска. Издадена е за първи път през 2005 година.

## Сюжет
Внимание:  Текстът по-долу разкрива сюжета на произведението (или части от него)!
Когато става въпрос за расова омраза и сектантско насилие, фразата „Да живее разликата“ обикновено е една от най-отдалечените от върха на езика на тълпата.
Когато целият град е на крачка от анархията, то е нужно само едно, за да го бутне от ръба. Например убийството на един от ключовите участници...
Всъщност след като обвинението за убийството на Граг е паднало върху Трол, в Анкх-Морпорк назрява гражданска война базирана на „Битката в Куумската долина“, много далеч, много отдавна, където джуджетата нападнали троловете от засада или обратното. За да предотврати размириците Сам Ваймс – командир на градската стража трябва да разплете на пръв поглед простия случай. А в същото време трябва да интервюира ново попълнение за стражата – Вампир, както и всяка вечер в шест без изключение трябва да чете на малкия си син „Къде е моята крава?“.
И както казва Сам Ваймс – Някои неща просто трябва да се вършат!

## Сцена на действията
Анкх-Морпорк;
Куумската долина.

## Герои
Самюел Ваймс (от англ. Samuel Vimes) – Командир на градската стража на Анкх-Морпорк;
Фред Колън (от англ. Fred Colon) – сержант от Анкх-Морпоркската градска стража;
Сесил Уормсбороу Ст. Джон Нобс или Ноби Нобс (от англ. Cecil Wormsborough St. John „Nobby“ Nobbs) – ефрейтор от градската стража на Анкх-Морпорк;
Керът Айрънфаундерсън (от англ. Carrot Ironfoundersson) – Капитан от градската стража на Анкх-Морпорк;
Делфин Ангуа фон Юбервалд (от англ. Angua von Überwald) – Капитан от градската стража на Анкх-Морпорк;
Хавлок Ветинари (от англ. Havelock Vetinari) – Патриций на Анкх-Морпорк.
Както доста тролове и джуджета...